# Captain Volkonogov Escaped
Captain Volkonogov Escaped (russisch Капитан Волконогов бежал / Kapitan Wolkonogow beschal) ist ein Thriller von Natalja Merkulowa und Alexei Tschupow, der im September 2021 bei den Internationalen Festspielen von Venedig seine Premiere feierte. Der Film spielt im Jahr 1938 in einer fiktionalisierten UdSSR.

## Handlung
Wir schreiben das Jahr 1938. Captain Fjodor Wolkonogow ist ein angesehener und gehorsamer Gesetzeshüter der UdSSR. Sie befinden sich gerade inmitten der „Großen Säuberung“. Als seine Kollegen einer nach dem anderen zur „Neubewertung“ vorgeladen werden und nun er an der Reihe ist, flüchtet er und wird fortan von seinen ehemaligen Kollegen gejagt.
Plötzlich bekommt er eine Botschaft aus dem Jenseits. Sein Partner und bester Freund Weretennikow, der nach der Befragung getötet wurde, ist nun wegen der schlimmen Dinge, die sie bei ihrer Arbeit getan haben, in der Hölle gelandet. In ihrer Einheit haben sie reihenweise falsche Geständnisse von potenziellen „Gefährdern“ erzwungen, Zivilisten gefoltert, die fälschlicherweise des Hochverrats angeklagt wurden, und viele dieser unschuldigen Menschen exekutiert. Nach seinem Tod soll auch Wolkonogow in der Hölle ewige Qualen erleiden. Der einzige Weg, dies zu vermeiden, so glaubt Weretennikow, besteht darin, Buße zu tun, all das Böse zu bereuen, das er begangen hat, und mindestens eine Person zu finden, die ihm vergibt.
Wolkonogows Plan ist es, die Familienmitglieder zu benachrichtigen, die noch immer jede Woche Socken, Schals und Briefe an die Gulags schicken, weil sie glauben, dass ihre Lieben am Leben sind und eines Tages freigelassen werden. Er will ihnen die Wahrheit erzählen und geht davon aus, dass so seine eigene Seele gerettet werden könnte.
Ihm bleiben nur vierundzwanzig Stunden Zeit, und ein Trupp, der von dem an einer Lungenkrankheit leidenden Major Golownja angeführt wird, ist ihm immer dicht auf den Fersen. Er weiß, dass der Major ihn töten wird, wenn er ihn erwischt, da dieser selbst vom Oberst hingerichtet wird, sollte er scheitern.

## Produktion

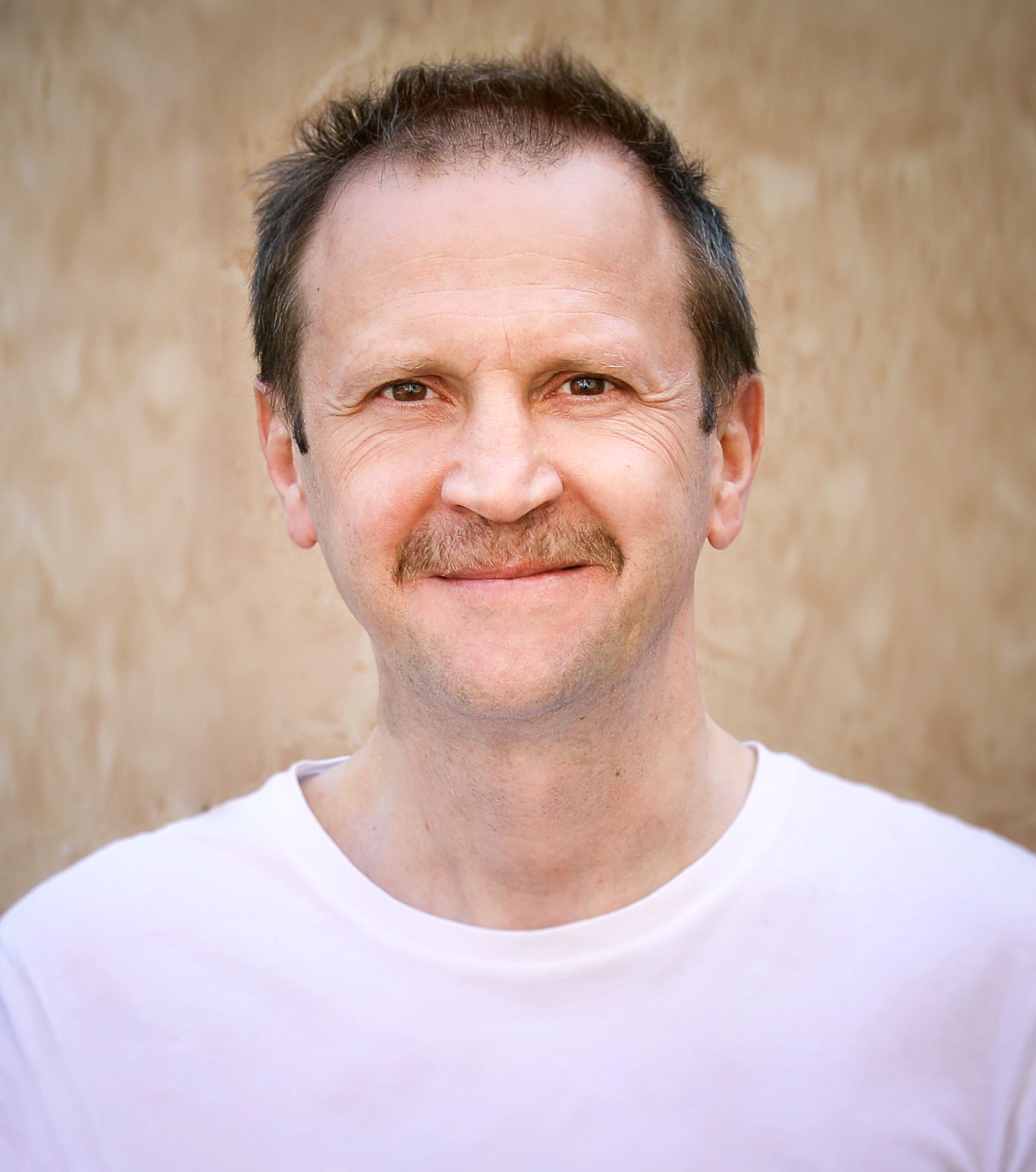
Timofei Tribunzew spielt Major Golownja

Regie führten Natalja Merkulowa und Alexei Tschupow, die auch das Drehbuch schrieben. Es handelt sich bei Captain Volkonogov Escaped nach Intimate Parts (auch Intimnye mesta) und The Man Who Surprised Everyone um den dritten gemeinsamen Film von Merkulowa und ihrem Ehemann Tschupow.
Juri Borisow spielt in der Titelrolle Captain Wolkonogow. Timofei Tribunzew ist in der Rolle von Major Golownja zu sehen, der ihn verfolgt. Nikita Kukuschkin spielt Volkonogovs besten Freund Weretennikow.
Die Filmmusik komponierten Elena Stroganova und Matis Reis.
Die Premiere erfolgte am 7. September 2021 bei den Internationalen Festspielen von Venedig. Im Oktober 2021 wurde er beim Chicago International Film Festival, beim Busan International Film Festival und beim Internationalen Filmfestival Warschau gezeigt. Im November 2021 erfolgten Vorstellungen beim Tallinn Black Nights Film Festival. Ende Juni 2022 wurde er beim Filmfest München gezeigt und Anfang Juli 2022 beim Internationalen Filmfestival Karlovy Vary. Im August 2022 wurde er beim Hong Kong International Film Festival vorgestellt.
Der Kinostart in Russland sollte ursprünglich am 7. April 2022 erfolgen, doch im März teilte der verantwortliche Vertragspartner Central Partnership (ein Unternehmen von Gazprom-Media) mit, „Wir sehen derzeit keine Vertriebsmöglichkeiten für solche Filme“ und bemerkte, dass die Veröffentlichung auf den Herbst verschoben wurde. Im Herbst teilten sie dann mit, dass es keine weiteren Vertriebspläne für Captain Wolkonogov gibt. Einzig in Moskau konnte der Film bei mehreren Gelegenheiten öffentlich aufgeführt werden.

## Rezeption

### Kritiken
Der Film konnte bislang alle der bei Rotten Tomatoes aufgeführten Kritiker überzeugen und erhielt hierbei eine durchschnittliche Bewertung von 8,3 der möglichen 10 Punkte.
Swantje Oppermann von outnow.ch schreibt, Captain Volkonogov Escaped wisse mit einem Genremix und auffälligen Anachronismen zu gefallen. Die Regisseure Natalja Merkulowa und Alexei Tschupow pusteten den Staub vom historischen Genre und präsentierten eine Story, die in der Sowjetunion der 1930er Jahre spielt, sich aber dank des modernen Looks frisch und innovativ anfühle. An Hauptdarsteller Juri Borisow werde man in Zukunft zudem nicht mehr vorbeikommen. In der zweiten Hälfte drohe die Geschichte schließlich etwas repetitiv zu werden und dem Film die Puste auszugehen, dennoch sei Captain Volkonogov Escaped schon allein wegen des tollen Genremixes einen Filmabend wert.

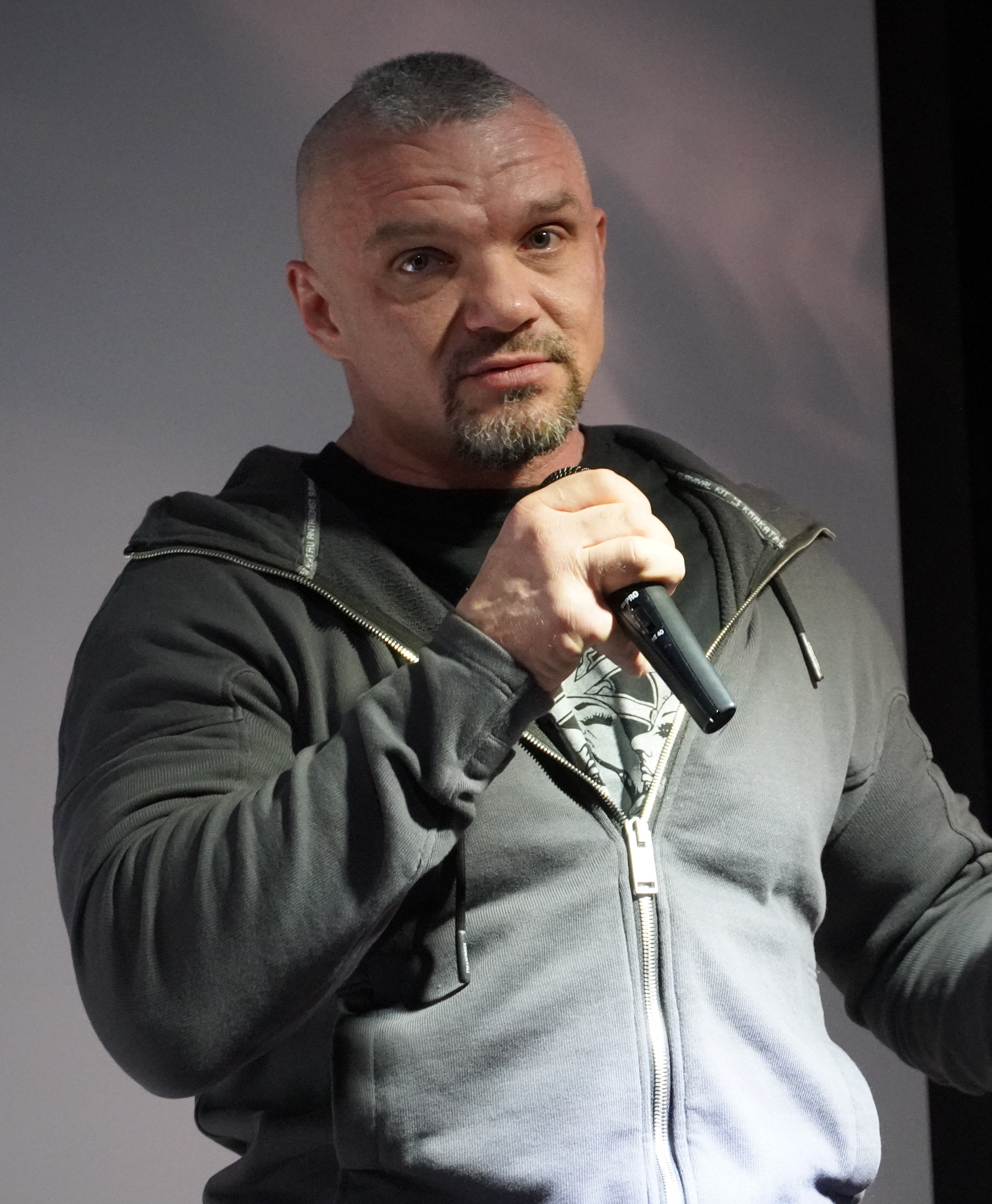
Wladimir Epifantsew spielt Colonel Schicharew

Jessica Kiang schreibt in ihrer Kritik für Variety, der Film nutze das Potenzial seiner Dostojewski-haften Geschichte besonders gut hinsichtlich Mart Taniels Breitbildkamera und Nadeschda Wasilewas anachronistischen Kostüme. Selten sei das totalitäre Potenzial von Trainingsanzügen besser hervorgehoben worden, so Kiang. Für diese jungen Männer, die als Vollstrecker der unterdrückerischen, willkürlichen Grausamkeit des Regimes ein Gefühl der Unantastbarkeit teilen, werde Männlichkeit ausschließlich durch kompetitive Aggression definiert. In dieser skulpturalen, muskulösen Performance liefere der Film auch einen Kommentar zum Kult der körperlichen Fitness dieser oft von einem Strongman geführten Gesellschaften. Allerdings sei Captain Volkogonov Escaped so auf das Physische ausgerichtet, dass die eher metaphysischen Aspekte von Wolkonogows Reise im Vergleich dazu unterentwickelt seien.
Auch Giovanni Marchini Camia von Filmmaker bemerkt das Outfit von Wolkonogow und seinen Kollegen. Mit ihren rasierten Köpfen, Bomberjacken und den Hosen in ihren Kampfstiefeln seien diese Mitglieder einer nicht näher bezeichneten Einheit der St. Petersburger Polizei das Ebenbild der heutigen Neonazis.

### Auszeichnungen
Chicago International Film Festival 2021
- Nominierung im International Feature Competition
- Auszeichnung in der Kategorie Art Direction mit dem Silver Hugo (Sergej Fewralew)[15][16]

El Gouna Film Festival 2021
- Nominierung im Feature Narrative Competition
- Auszeichnung mit dem Bronze Star for Narrative Film
- Auszeichnung mit dem NETPAC Award for Best Asian Film[17][18]

Film Fest Gent 2021
- Nominierung im Hauptwettbewerb[19]

Filmfestival „Goldene Aprikose“ 2022
- Nominierung im Internationalen Langfilmwettbewerb[20]

Gijón International Film Festival 2021
- Auszeichnung als Bester, von einer Frau gedrehter Film (Natalja Merkulowa und Alexei Tschupow)[21]

Göteborg International Film Festival 2022
- Nominierung im International Competition[22]

Internationale Filmfestspiele von Venedig 2021
- Nominierung für den Goldenen Löwen

Tromsø Internasjonale Filmfestival 2023
- Nominierung für den Faith in Film Award[23]